# ناهد سمير
ناهد سمير (29 يوليو 1920 - 28 مايو 1996) ممثلة مصرية اسمها الحقيقي عنايات محمد محمود جمعة، اشتهرت بأداء أدوار الأم في الأعمال السينمائية والتليفزيونية قدمت أكثر من 200 عمل، كانت بداياتها الفنية في المسرح ثم في الإذاعة والتليفزيون والسينما.

## أعمالها

### الأفلام
- طريق الشر (1995)
- الغرقانة (1993)
- الهاربان(1993)
- شفاه غليظة (1992)
- دنيا عبدالجبار (1992)
- درب البهلوان (1992)
- السرعة لا تزيد عن صفر (1992)
- قبضة الهلالي (1991)
- لحب والرعب (1991)
- الإمبراطور (1990)
- معركة النقيب نادية (1990)
- البركان (1990)
- كابوس (1989)
- حارة برجوان (1989)
- قضية الأستاذة عفت (1989)
- التحدي (1988)
- زوجة رجل مهم (1988)
- مدرسة الحب (1988)
- آسف للإزعاج  (1988)
- يا صديقي كم تساوي (1987)
- نداء الدم (1987)
- العرضحالجي في قضية نصب (1987)
- قفص الحريم (1986)
- البريء (1986)
- البنات والمجهول (1986)
- الحب فوق هضبة الهرم (1986)
- الزمار (1985)
- بيت القاضي (1984)
- نص أرنب (1983)
- المتشردان (1983)
- المحاكمة (1982)
- أنا لا أكذب ولكني أتجمل (1981)
- مخيمر دايما جاهز (1980)
- الأخرس (1980)
- من يدفع الثمن؟ (1980)
- ابن مين في المجتمع (1979)
- رجال لا يعرفون الحب (1979)
- يمهل ولا يهمل (1979)
- حياتي عذاب (1979)
- عاصفة من الدموع (1979)
- ابتسامة واحدة تكفي (1978)
- أسياد وعبيد (1978)
- الكلمة الأخيرة (1978)
- رحلة داخل امرأة  (1978)
- امرأة في دمي  (1978)
- المنحرفون (1976)
- عندما يسقط الجسد (1976)
- الجبان والحب  (1975)
- الحب تحت المطر (1975)
- يا رب توبة (1975)
- الهارب (1974)
- حمام الملاطيلي (1973)
- غرباء (1973)
- الغضب (1972)
- طريق الانتقام  (1972)
- أبي فوق الشجرة (1969)
- الناس اللي جوه (1969)
- 3 وجوه للحب  (1969)
- للمتزوجين فقط (1969)
- ابن الحتة (1968)
- البوسطجي (1968)
- المخربون (1967)
- العيب (1967)
- الرحيل (1967)
- ثمن الحرية (1967)
- السيد البلطي (1967)
- رجل وامرأتان (1966)
- إجازة صيف (1966)
- ثورة اليمن (1966)
- سيد درويش (1966)
- 3 لصوص (1966)
- أيام ضائعة (1965)
- باسم الحب (1965)
- أغلى من حياتي (1965)
- ثورة البنات (1964)
- بطل للنهاية (1963)
- طريق الشيطان (1963)
- النشال (1963)
- الباب المفتوح (1963)
- حياة عازب (1963)
- ثمن الحب (1963)
- هذا الرجل أحبه (1962)
- الأشقياء الثلاثة (1962)
- اغفر لي خطيئتي (1962)
- سر الغائب (1962)
- وحيدة (1961)
- حياتي هي الثمن (1961)
- بلا عودة (1961)
- حياة وأمل (1961)
- شاطئ الحب (1961)
- عاشور قلب الأسد (1961)
- جوز مراتي (1961)
- في بيتنا رجل (1961)
- نساء وذئاب (1960)
- أبو الليل (1960)
- بين السماء والأرض (1960)
- عمالقة البحار (1960)
- حياة امرأة (1959)
- أحلام البنات (1959)
- سجن العذارى  (1959)
- دعاء الكروان (1959)
- عريس مراتي (1959)
- أنا حرة (1959)
- عواطف (1958)
- حب من نار (1958)
- الشيطانة الصغيرة (1958)
- سلطان (1958)
- شباب اليوم  (1958)
- مجرم في إجازة  (1958)
- بورسعيد (1957)
- إغراء (1957)
- عشاق الليل (1951)
- قلوب حائرة  (1951)
- شهر العسل (1945)
- كدب في كدب (1944)
- ابن الحداد (1944)
- ملاك الحب
- بين اللهب

### المسلسلات
- البريمو (1991)
- أبدًا لم يكن حبًا (1990)
- أحزان نوح (1989)
- نار ودخان (1988)
- الوجه الآخر (1987)
- من الليل شروق (1987)
- القضاء في الإسلام
- المنعطف (1986)
- الخديعة (1986)
- زهرة من بستان (1985)
- رسول الإنسانية (1985)
- حلم الليل والنهار (1985)
- عبد الرحمن بن خلدون (1985)
- الزير سالم (1984)
- خطوات الشيطان (1984)
- حكاية العرندس  (1983)
- أبناء العطش (1982)
- أديب (1982)
- ميراث الغضب (1981)
- البرئ (1981)
- صيام صيام (1980)
- العملاق (1979)
- هي والمستحيل (1979)
- إلا الدمعة الحزينة (1979)
- دمعة ألم (1978)
- مارد الجبل (1977)
- المجهول  (1977)
- عودة الروح (1977)
- بعد الغروب  (1977)
- خان الخليلي  (1976)
- اللسان المر (1976)
- الشاطئ المهجور (1975)
- سيدي عبد الرحيم القناوي (1973)
- صابرين (1970)
- سيداتي آنساتي  (1970)
- الرجل ذو الخمسة وجوه (1969)
- الكنز (1969)
- العسل المر (1976)
- الضحية(1964)
- حلقات فكاهية (1963)
- العابثة (1962)
- شخصيات تبحث عن مؤلف (1961)
- مدينة الأحلام
- كلام سر
- الإنسان يعيش مرة واحدة
- أدهم
- وتاه مني الطريق
- المشروع
- الوجه الآخر
- البحيرات المرة
- وكان زواجا سعيدا
- لحظة صدق
- فواكه الشعراء
- كل هذا الحب
- زهور وأشواك
- جروح
- مطلوب خدامة
- العصافير
- حلاوة الروح
- حبيبي خذ بيدي
- أريد أن أقتلك يا حبيبتي
- كف القدر
- القاتلة الرحيمة
- الحلم والمطر
- عبير الذكريات
- صراع مع الحب
- أغرب القضايا
- سبعة وجوه للحب
- الانتقام
- كبير العيلة
- زوجة بمائة ألف دولار
- قلوب من دهب
- سطو ليلي
- الزيارة
- أهلك لتهلك
- قصة الشقيقات الثلاث
- ابن مين؟
- خميس وجمعة
- السعادة إجازة قصيرة
- ابتسامة في بحر الدموع
- وقفة العيد
- عودة الحب
- القضية 512
- الشقة الجديدة

### المسرحيات
- راقصة قطاع عام (1985)
- بداية ونهاية (1975)
- بير السلم (1966)
- كوبري الناموس  (1964)
- الفرافير (1964)
- الناعمة (1962)
- عريس في علبة (1961)
- الناس اللى تحت (1957)
- البيت القديم
- المغماطيس
- الناس مقامات
- الجيل اللي جاي
- الخال فانيا
- بلدتنا
- رابعة العدوي

### الفوازير
- المناسبات (1988)

### برنامج
- حياتي (برنامج)| حياتي]] (1988)

### سهرة تلفزيونية
- لا تحرقوا الخبز (1988)
- صعود بلا نهاية (1985)
- وتبقى الذكريات
- لا وقت للضياع
- وكنا ثلاثة
- زواج سعيد جدا
- زوجة وسكرتيرة
- وكان وهما
- تجربة في الحب
- كيد النسا

### تمثيلية
- زهرة العيد